# Grip (Fernsehmagazin)
GRIP – Das Motormagazin ist ein in Deutschland produziertes, seit 2007 wöchentlich ausgestrahltes Fernsehmagazin rund um das Thema Automobil.
Die Sendung wird seit dem 14. Oktober 2007 vom Sender RTL II ausgestrahlt und von Focus TV produziert. Die erste Folge sahen 0,67 Millionen Zuschauer (3,4 Prozent Marktanteil), in der werberelevanten Zielgruppe waren es 0,42 Millionen Zuschauer bei 5,5 Prozent Marktanteil.
Redaktionsleiter ist der Fernsehjournalist Thomas Pospiech, der die Sendung zusammen mit Matthias Malmedie erfand. Moderiert wird sie von Matthias Malmedie, Helge Thomsen, Sophia Flörsch, Nikolaus Schelle, Andreas Raulf, Cyndie Allemann, Philipp Kaess, Laura Kraihamer und gelegentlich auch von Axel Stein sowie Jean Pierre Kraemer. Für Motorräder ist Jens Kuck und für E-Autos ist Alex Bangula zuständig. Nach 16 Jahren gab Detlef Müller im Dezember 2023 seinen Ausstieg als Moderator der Sendung bekannt.
Seit Juli 2010 gibt es die Sendereihe GRIP Extrem. Im Stil einer „Countdown-Show“ wurden unter anderem folgende Episoden ausgestrahlt: Die PS-stärksten Autos der Welt, Die legendärsten Filmautos, Die extremsten Autosammler und Die teuersten Autos der Welt.
Der Ausstrahlungstermin war bis 2010 sonntags um 18 Uhr, dann bis August des Jahres um 16 Uhr und war seitdem sonntags um 19 Uhr. Seit Anfang 2013 kommt die Sendung wieder sonntags um 18 Uhr. 2016 lief Grip auch schon um 17 Uhr. Dort lief Grip nur eine Stunde. Seit Januar 2017 läuft Grip zwei Stunden, von 18 bis 20 Uhr.
Seit 2. November 2012, wenige Tage vor dem 5-Jahre-Jubiläum der Fernsehsendung, ist ergänzend die Zeitschrift GRIP auf dem Markt. Anfangs ein Produkt von Hubert Burda Media, erscheint das Printmagazin nach einem Verlagswechsel seit dem 7. November 2014 in der DAZ Verlagsgruppe im Sechs-Wochen-Rhythmus.
Zwischen 2016 und 2024 wurde in 12 Folgen der „Schrottplatzkönig“ und „kultigste Schrotthändler des Ruhrgebiets“ Alfred „Fred“ Bauhaus (1957/58–2024) porträtiert.

## Moderation
| Hauptmoderator          | Zeitraum  |
| ----------------------- | --------- |
| Matthias Malmedie       | seit 2007 |
| Helge Thomsen           | seit 2007 |
| Nikolaus „Niki“ Schelle | seit 2007 |
| Hamid Mossadegh         | seit 2016 |
| Philipp Kaess           | seit 2019 |
| Andreas Raulf           | seit 2020 |
| Cyndie Allemann         | seit 2014 |
| Laura Kraihamer         | seit 2022 |
| Detlef Müller           | 2007–2023 |
| Nebenmoderator          | Zeitraum  |
| Jens Kuck               | seit 2008 |
| Jean Pierre Kraemer     | seit 2017 |
| Axel Stein              |           |
| Jens Seltrecht          |           |
| Miriam Höller           | seit 2012 |
| Jan Seyffarth           |           |
| Sidney Hoffmann         |           |
| Alex Bangula            | seit 2019 |
| Sophia Flörsch          | seit 2020 |
| Jan-Erik Slooten        | seit 2023 |